# Rip Sewell
Truett Banks „Rip“ Sewell (* 11. Mai 1907 in Decatur, Alabama; † 3. September 1989 in Plant City, Florida) war ein US-amerikanischer Baseballspieler. In seiner Karriere spielte er für die Detroit Tigers und die Pittsburgh Pirates. Er ist der Erfinder des sogenannten Eephus pitch.